# Tęczowa magia
Tęczowa Magia to seria książek dla najmłodszych autorstwa Daisy Meadows, ilustrowana przez Georgie Ripper. Od roku 2008 publikowana przez wydawnictwo Egmont Polska (Trzy pierwszy tomy zostały jeszcze wcześniej wydane przez Amber pod nazwą Tęczynki). Głównymi bohaterkami cyklu są dwie dziewczynki, Kirsty Tate oraz Rachel Walkner. Wyjeżdżają one na wakacje na pewną wyspę. Tam odnajdują malutką wróżkę, Różę. Nowa przyjaciółka prosi je o  pomoc w odnalezieniu jej koleżanek.

## Spis tomów

### Strażniczki barw
- Wróżka Róża Strażniczka Barwy Czerwonej
- Wróżka Nasturcja Strażniczka Barwy Pomarańczowej
- Wróżka Forsycja Strażniczka Barwy Żółtej
- Wróżka Flora Strażniczka Barwy Zielonej
- Wróżka Niezabudka Strażniczka Barwy Niebieskiej
- Wróżka Irys Strażniczka Barwy Granatowej
- Wróżka Sasanka Strażniczka Barwy Fioletowej

### Strażniczki pogody
- Wróżka Śnieżynka Strażniczka Śniegu
- Wróżka Zefirka Strażniczka Wiatru
- Wróżka Kropelka Strażniczka Chmur
- Wróżka Promyczek Strażniczka Słońca
- Wróżka Mgiełka Strażniczka Mgły
- Wróżka Błyskawica Strażniczka Burzy
- Wróżka Wodniczka Strażniczka Deszczu

### Książki specjalne
- Wróżka Gwiazdka Strażniczka świąt Bożego Narodzenia